# Ortodox judaizmus
Az ortodox judaizmus vagy ortodox zsidóság a judaizmus (zsidó vallás) hagyományos mozgalmainak gyűjtőneve. Azoknak a zsidóknak a vallása, akik a legszigorúbban ragaszkodnak a hagyományos hithez és gyakorlatokhoz.
Az ortodox judaizmus a háláchá (zsidó törvény) szigorú betartását szorgalmazza. A legfontosabb gyakorlatok a szombat szentségének betartása, a kóser étkezés és a Tóra tanulmányozása és követése. A kulcsfontosságú tanok közé tartozik még  a jövőbeli Messiás, aki helyreállítja a zsidó gyakorlatot a jeruzsálemi templom újbóli felépítésével és az összes zsidó Izraelbe gyűjtésével; továbbá a halottak jövőbeli testi feltámadásába vetett hit, az igazak és a bűnösök isteni jutalma vagy büntetése.
Az ortodox judaizmus vallási felfogásában a központi helyet a Tóra és a Háláchá foglalja el, abban a formában, ahogyan azt a Talmudban rögzítik, és a Sulchán Áruchban kodifikálják.
Az ortodox judaizmus a vallási gyakorlatok széles spektrumát öleli fel, a  haredi közösségektől a modern ortodox csoportokig. Míg minden ortodox zsidó ragaszkodik a halakhához, e törvények értelmezése és alkalmazása eltérő, ami a modern világgal való kapcsolat különböző szintjeihez vezet. Például a haredi közösségek a hagyományokhoz való még szigorúbb ragaszkodást hangsúlyozzák, és gyakran olyan közösségekben élnek, amelyek korlátozzák a szekuláris társadalomnak való kitettséget.

## Ágai

### Haredi (ultraortodox zsidók)
A legismertebb alcsoport a haredi , amelynek tagjait általában ultraortodoxnak nevezik. 
Ők szigorúan betartják a zsidó vallási törvényeket, és elkülönülnek a nem-zsidó társadalomtól, valamint azoktól a zsidóktól, akik nem követik olyan szigorúan a vallási törvényeket, mint ők. Az ultraortodox közösségek elsősorban Izraelben találhatók, ahol Izrael lakosságának mintegy 13 százalékát alkotják; továbbá Észak-Amerikában, különösen New York Cityben és Nyugat-Európában. Az „elszigetelődőnek” nevezett ultraortodox negyedek általában csak haredi zsidó családokból állnak. Az ilyen közösségek nagymértékben családcentrikusak, magas születési arányszámmal és szinte hiányzik náluk a felekezetközi házasság, továbbá saját zsinagógájuk és iskolájuk van.

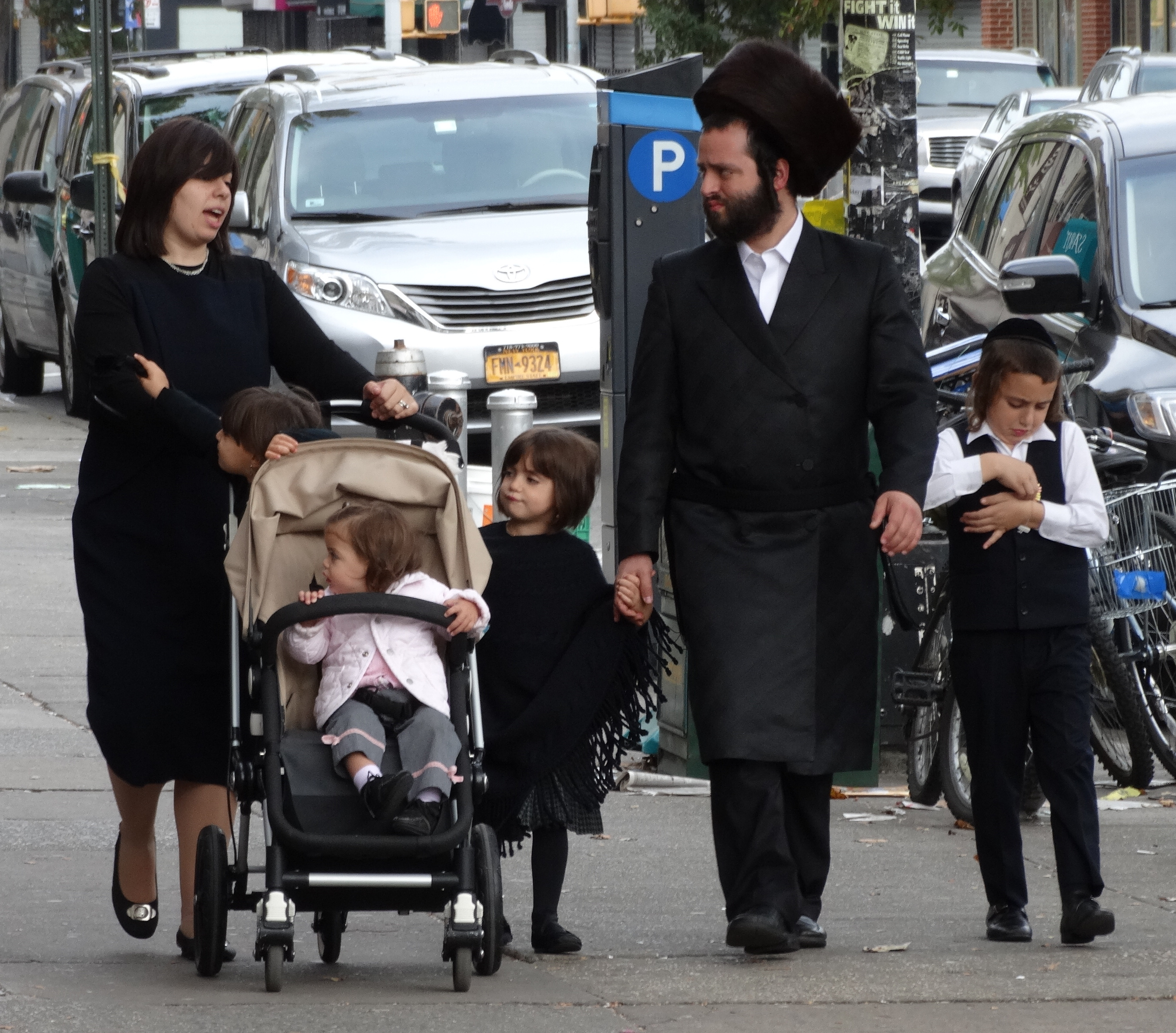
Haszid család Brooklynban

Amikor olyan fontos életbeli döntésekkel szembesülnek, mint hogy hol éljenek, kivel házasodjanak össze, és hogy teljes munkaidőben tanuljanak vagy dolgozzanak, a haredi zsidók gyakran konzultálnak a rabbijaikkal. Ez a tendencia a da'as torah (Tóra-ismeret) elvében gyökerezik, amely arra kötelezi az embert, hogy az élet minden kérdésében egy elismert rabbi Tóra-alapú útmutatásait kérje.
Az ultraortodoxokat héberül gyakran haredimnek (יהדות חֲרֵדִית) nevezik, ami azt jelenti, hogy „akik remegnek” Isten jelenlétében (mert istenfélők). Más ortodoxokkal ellentétben az ultraortodoxok továbbra is elutasítják a cionizmust, mint a szekuláris, modern, a Messiás előtti zsidó államot  – mint istenkáromlást. A gyakorlatban a cionizmus elutasítása sokféle csoport kialakulásához vezetett. Az Agudat Yisrael, – amely egy izraeli haszid politikai párt, –  tagjai indulnak a választásokon és a Kneszetben ülnek, de nem hajlandók elfogadni semmilyen hivatalos miniszteri posztot az izraeli kabinetben, és kitartanak anti-cionista ideológiájuk mellett.
A judaizmus minden más megnyilvánulását, beleértve a modern ortodoxiát is, Isten törvényeitől való eltérésnek tekintik.
Izraelben a haredi zsidókat hagyományosan felmentették a katonai szolgálat alól, azzal a feltétellel, hogy vallási gyakorlatot folytatnak. A 21. században azonban felmerült az ő besorozásuk is, ami jelentős feszültségekhez vezetett, körükben heves tiltakozásokat kiváltva.

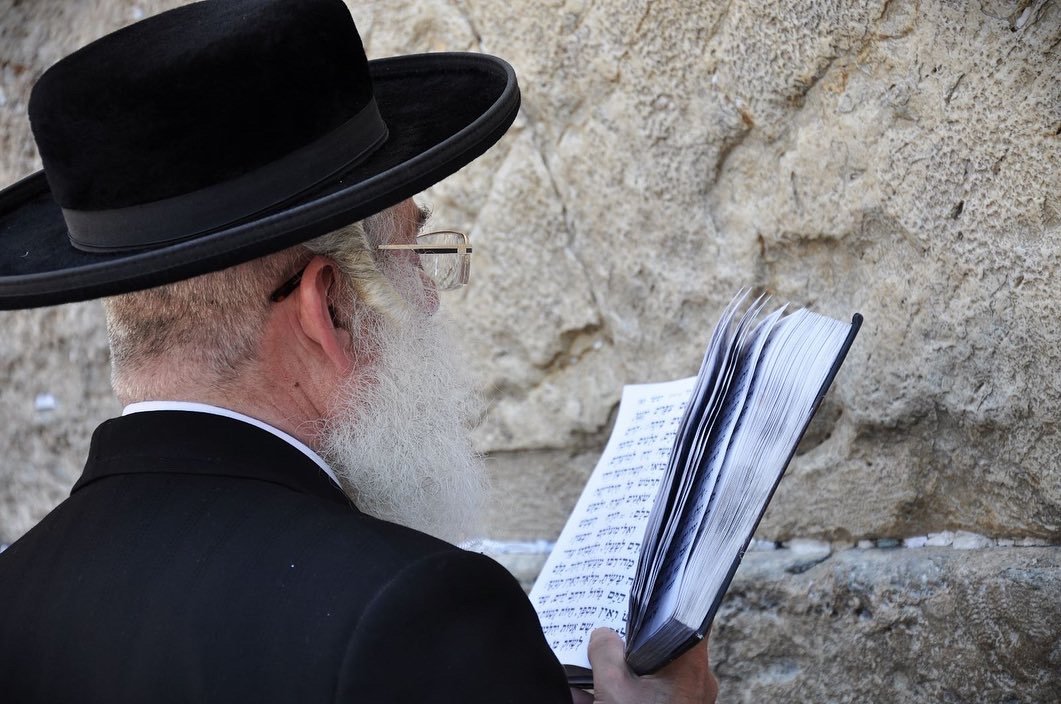
Ortodox zsidó férfi

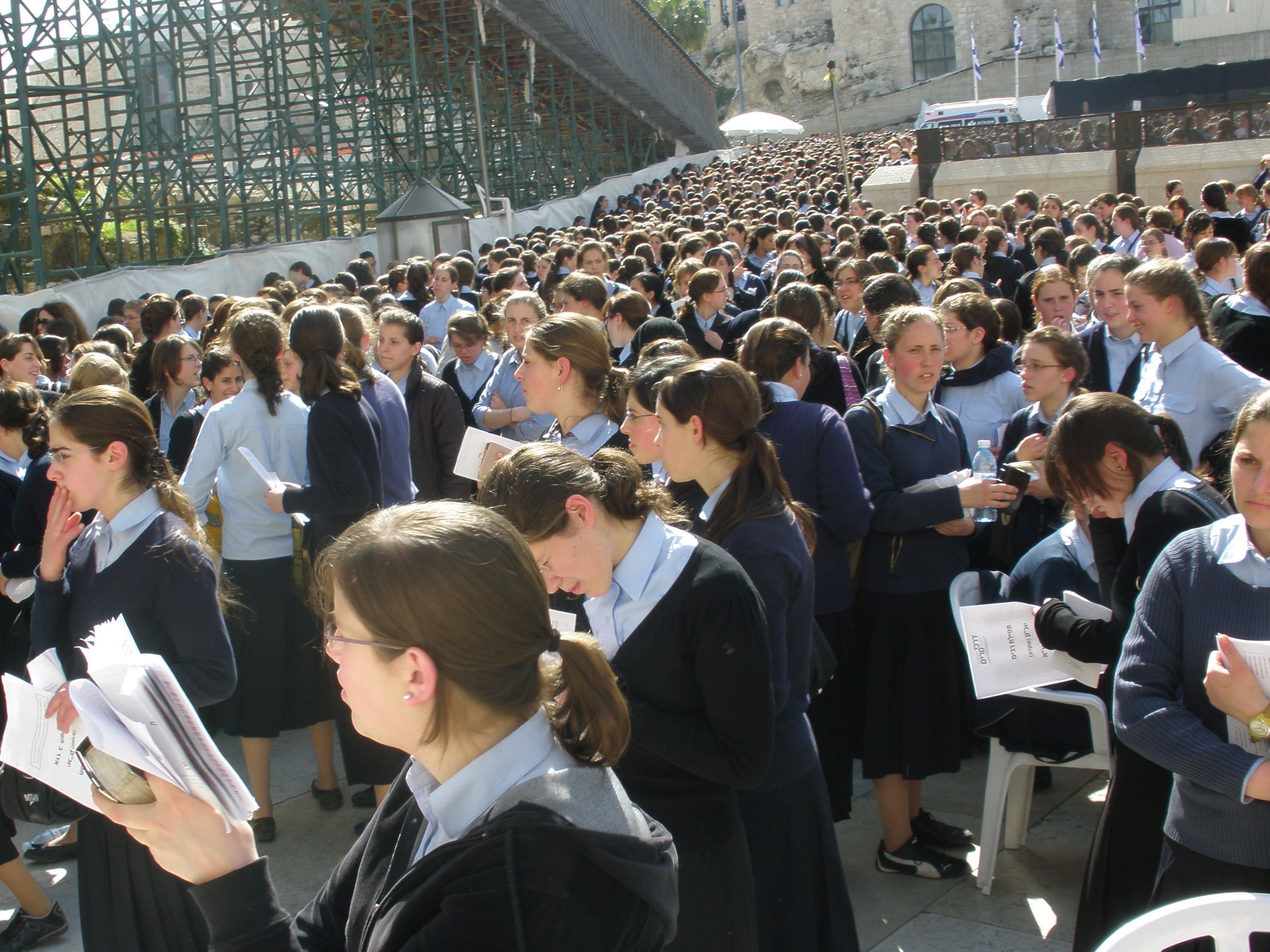
Haredi iskoláslányok

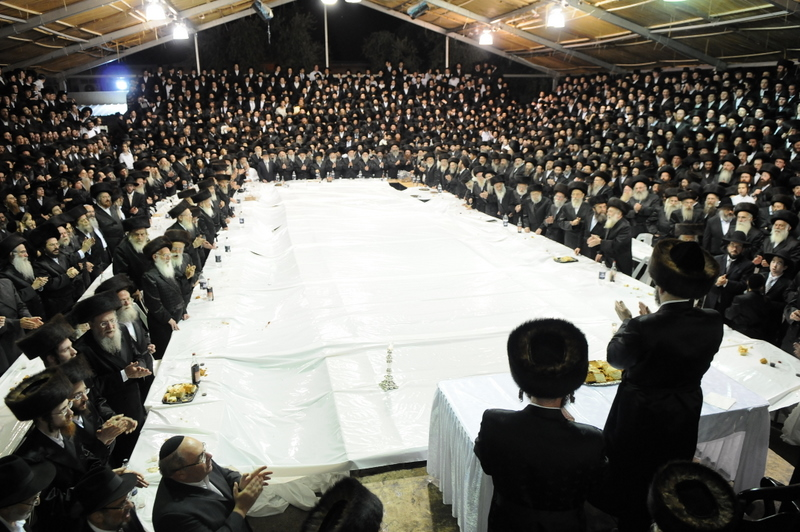
Haszid gyűlés Jeruzsálemben, 2009-ben

Külsőleg könnyen felismerhetők: (az USA-ban) a férfiak fekete öltönyben és széles karimájú fekete kalapban, a nők hosszú szoknyában, harisnyában és fejfedőben vannak. Az Egyesült Államokban főleg New Yorkban és környékén élnek: Borough Park, Monsey és Williamsburg. Izrael két legnagyobb haredi közössége Bnei Brak városa és Jeruzsálem Mea She'arim kerülete.
Mivel a világi oktatás legtöbb fajtáját rossz szemmel nézik, kevés haredi rendelkezik szakmai végzettséggel. A legtöbb felnőtt férfi a teljes idejű Tóra-tanulmányozásnak szenteli magát, és a feleségek általában a családfenntartó szerepét töltik be. Mivel a legtöbb haredi családban csak egy felnőttnek van bevétele, de nagy számú gyermekük van, a haredi közösségeket általában a szegénység jellemzi, és jótékonysági szervezetek és kormányok támogatására van szükségük a megélhetéshez. A 21. században azonban egy új haredi felsőosztály jelent meg, különösen Izraelben, amely a felső vezetés üzleti életében és a gyémántiparban jelen van.
Az ultraortodoxok nagyjából három alcsoportra oszthatók:
- Haszidok

A haszid zsidók a 18. századi Kelet-Európából származnak, ahol ébredési mozgalomként alakultak, amely szembeszállt a rabbinikus rendszerrel.
- Litvákok

A második haredi csoport a litvákok. A haszidizmus ellenfeleitől származnak, akik főleg az egykori Litvániában összpontosultak. 
- Szefárd haredik

Túlnyomó többségük Izraelben él, ahol a szefárd haredi judaizmus kialakult és fejlődött.
Fontos különbséget tenni az askenázi ultraortodox és a szefárd ultraortodox között. Az askenázi kifejezés  eredetileg a németországi zsidókra vonatkozott, a szefárd pedig a spanyolországi és portugáliai zsidókra utalt. De Izraelben gyakran használják a kifejezéseket egyrészt az észak-európai származású zsidók, másrészt a közel-keleti származású zsidók megjelölésére.

### Modern ortodox zsidók
A modern ortodox judaizmus olyan mozgalom, amely megpróbálja összeegyeztetni a zsidó értékeket, elveket és hagyományokat a modern kultúrával és világgal.
Tagjai a társadalomba való minél teljesebb integrációra törekednek, miközben az ortodox mozgalom által meghatározott háláchá keretein belül maradnak.
A mozgalom számos tanításhoz kapcsolódik, ezért különböző formákat ölthet.
Ellentétben az ortodoxia ultrakonzervatív pólusával, amely a modern, szekuláris világot fenyegetőnek látja, és el kívánja magát szigetelni tőle, ők pozitív értéket tulajdonítanak a világgal való érintkezésnek, különösen a világ megjavítása („tikun olám” ) szempontjából.
Az USA-ban és Európában a legelterjedtebb filozófia a „Tóra és tudomány” (Tora u-mada). Izraelben az ortodox modernizmust nagyrészt a vallási cionizmushoz kötik és követői Izrael ortodox zsidó vallásos lakosságának több mint felét teszik ki.

## A magyar ortodoxizmus
A „magyar” ortodox judaizmus megalapítójának Moses Schreiber (Schreiber Mózes) rabbit tartják, a 19. század elején. 
Lefektette az elszigetelt ortodox közösségek létrejöttének ideológiai alapját azokon a helyeken, ahol a „reformerek” túlsúlyban voltak a közösség vezetésében.  A reformisták felhívására, hogy a judaizmust társadalmi-vallási felfogásból univerzalista világnézetté alakítsák, a judaizmus nemzeti vonatkozásait a kötelező érvényű vallási elvek szintjére emelte, és ezek alapján támogatta a zsidó vallás megújítását. Tevékenysége a reformizmussal szemben álló ortodox judaizmus vezérévé tette, válasza , üzenetei és különösen végrendelete döntően befolyásolta a magyar ortodoxia gondolkodásmódjának és életmódjának kialakulását.